# ایستگاه مرکزی استکهلم
ایستگاه مرکزی استکهلم (سوئدی: Stockholms Centralstation, Stockholm C) بزرگترین ایستگاه راه‌آهن در کشور سوئد است.
این ایستگاه که در سال ۱۸۷۱ تأسیس شده روزانه بیش از ۲۰۰٬۰۰۰ مسافر جابه‌جا می‌کند.

## نگارخانه

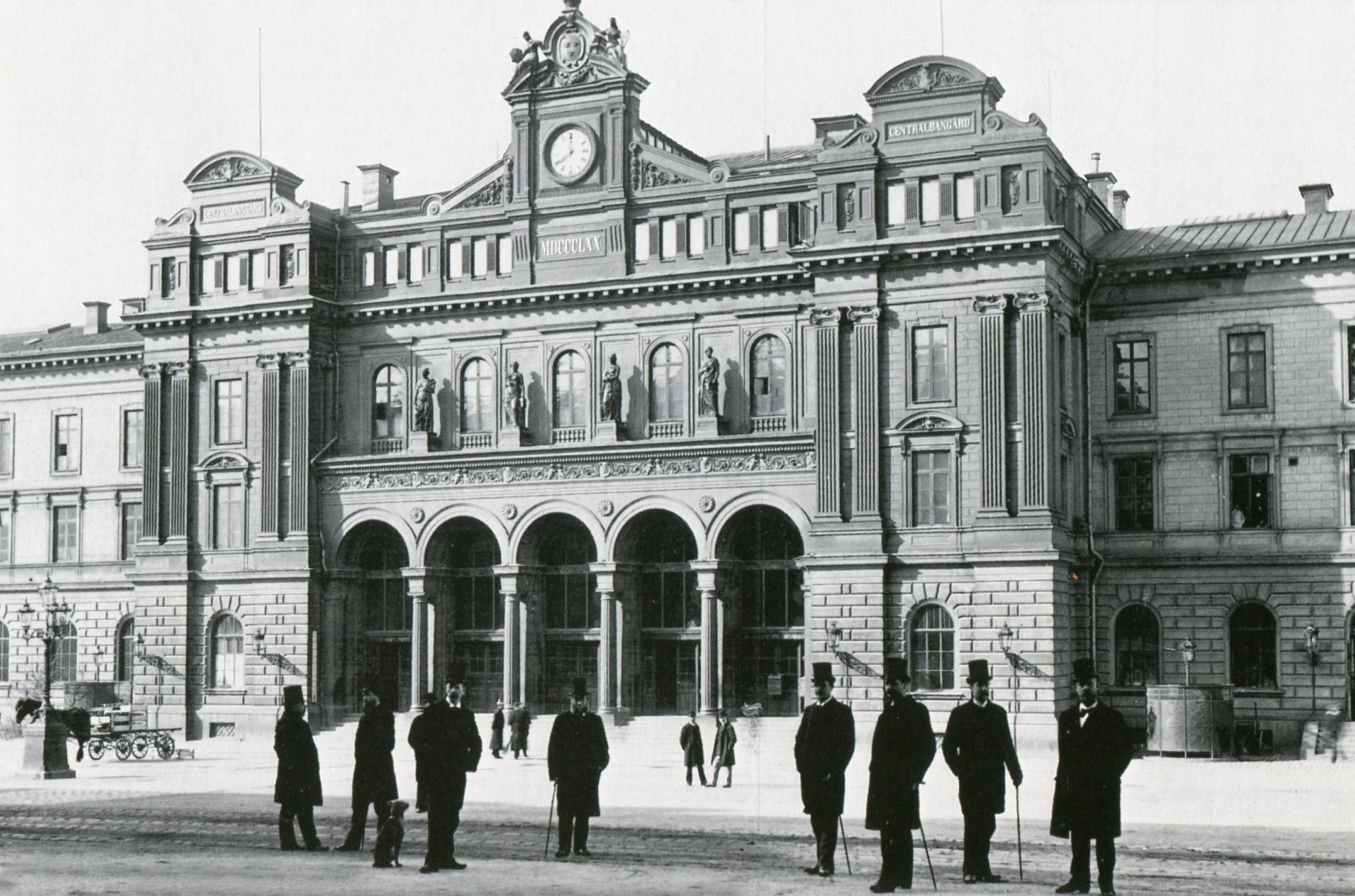
۱۸۹۰
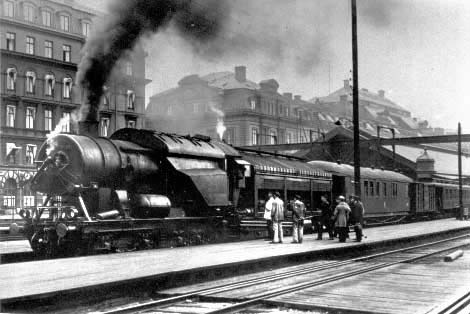
۱۹۲۲
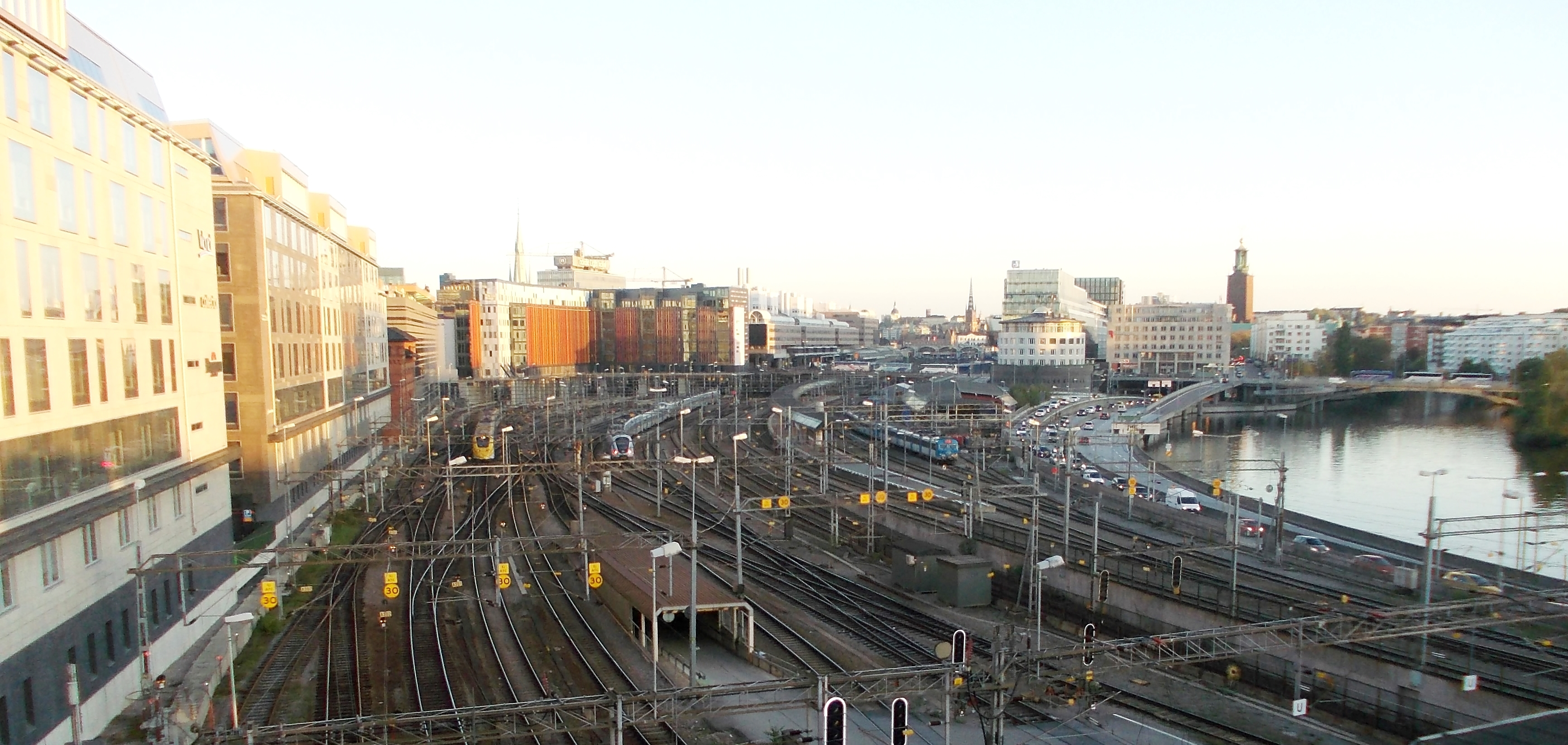
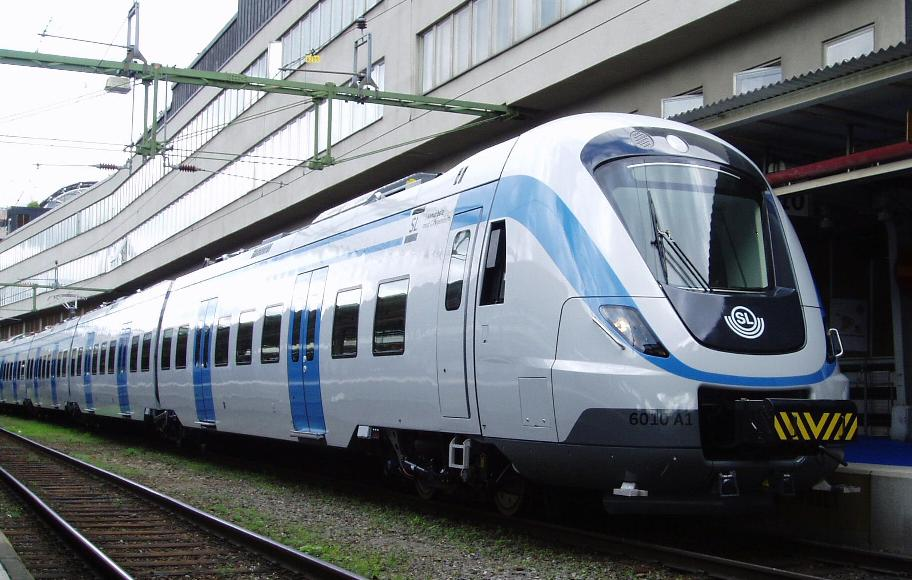
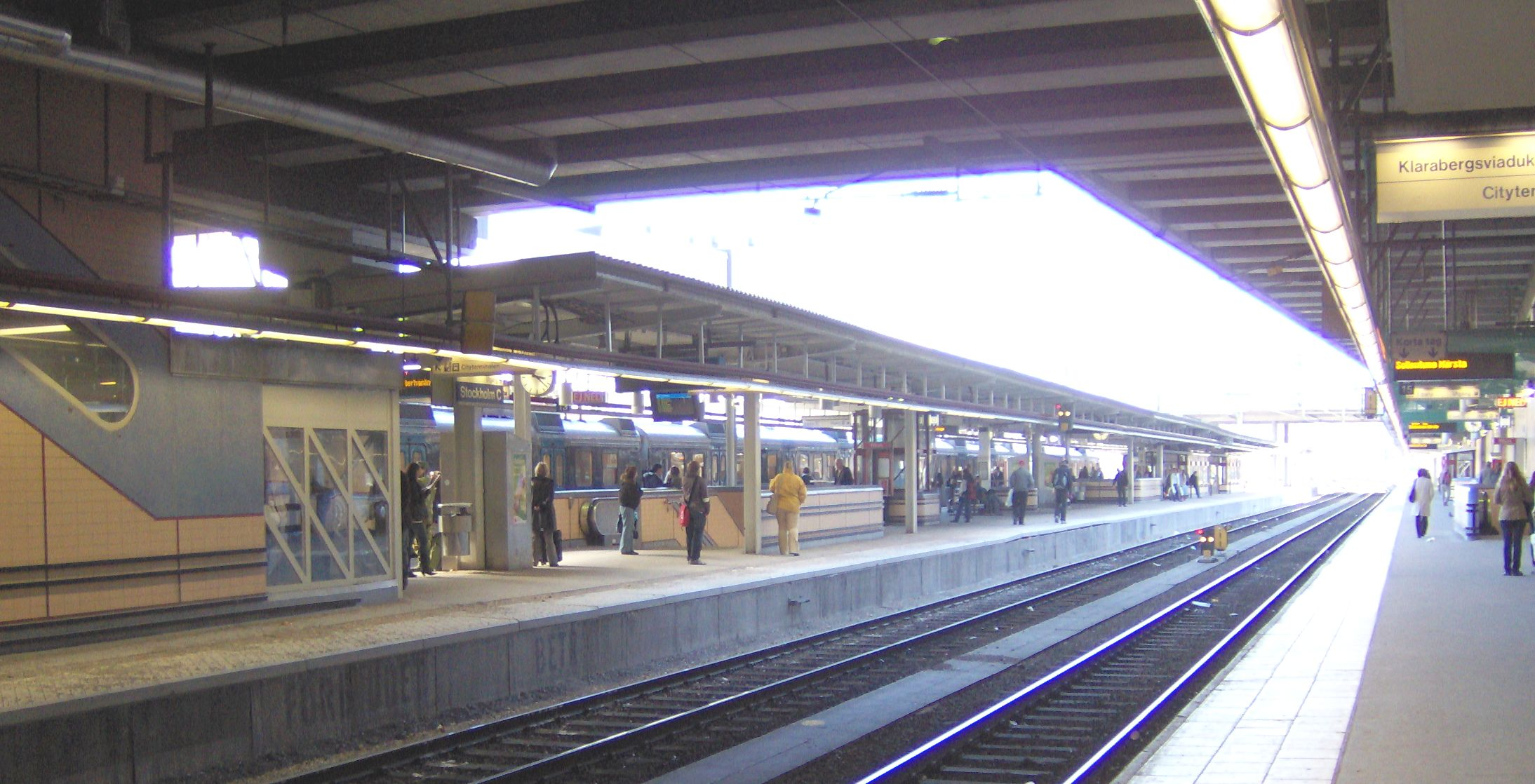
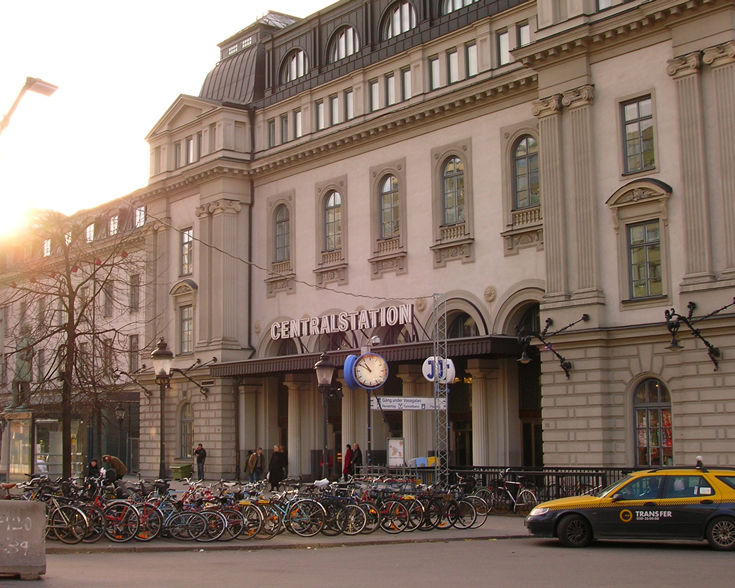
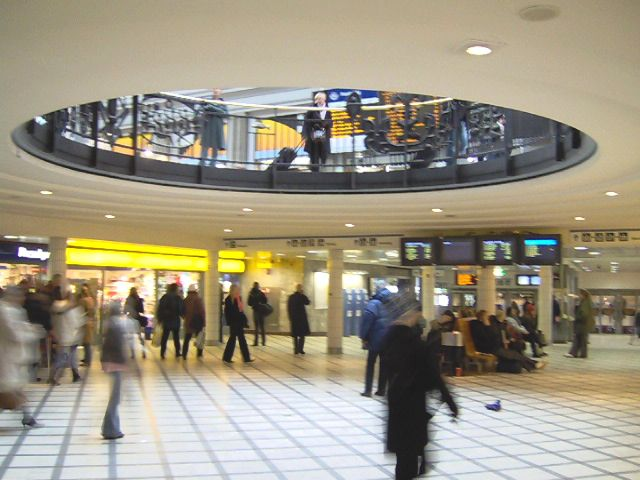
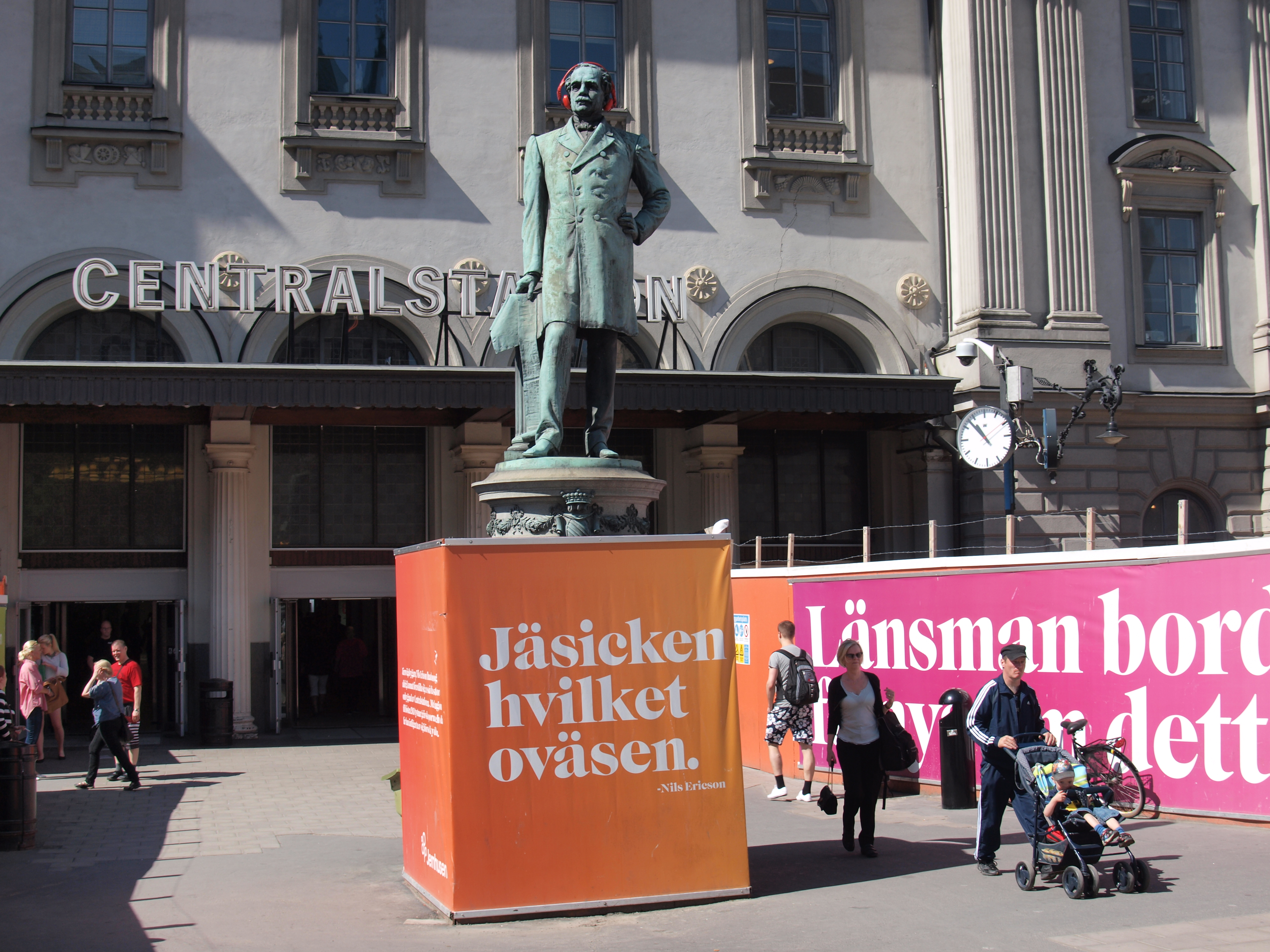